# Maximilian von Heckel
Maximilian Joseph Ignaz von Heckel (* 2. Dezember 1822 in Landshut; † 27. April 1896 in München) war ein bayerischer General der Infanterie.

## Leben

### Herkunft
Maximilian war ein Sohn des bayerischen Stadtgerichtsdirektors Joseph von Heckel (1780–1824) und dessen zweiter Ehefrau Theresia, geborene Haselböck (1798–1890).

### Militärkarriere
Nach dem Besuch des Kadettenkorps in München trat Heckel am 15. August 1841 als Junker in das 3. Infanterie-Regiment „Prinz Karl“ der Bayerischen Armee ein. Unter Beförderung zum Unterleutnant erfolgte Ende Oktober 1842 seine Versetzung in das 8. Infanterie-Regiment „Seckendorff“. Nach einem zweijährigen Kommando zum topografischen Büro des Generalquartiermeisterstabes avancierte Heckel Ende August 1848 zum Oberleutnant und wurde im Oktober 1848 auf sechs Monate als Inspektionsoffizier in das Kadettenkorps kommandiert. Im Jahr darauf nahm er während des Krieges gegen Dänemark am Gefecht bei Düppel teil.
Ende August 1854 wurde Heckel zur Dienstleistung in das Kriegsministerium kommandiert. Während dieses Kommandos erfolgte am 29. November 1856 seine Beförderung zum Hauptmann II. Klasse im 6. Infanterie-Regiment „Friedrich Wilhelm IV. König von Preußen“ und am 31. Dezember 1858 rückte er zum Hauptmann I. Klasse im Generalquartiermeisterstab auf. Mitte Januar 1859 wurde Heckel von seinem Kommando enthoben und vier Monate später zum Generalkommando Würzburg versetzt. Bei der Mobilmachung anlässlich des Sardinischen Krieges war er als Generalstabsoffizier bei der mobilen 3. Division und nach der Demobilisierung wieder beim Generalkommando Würzburg tätig. Daran schloss sich ab Mai 1862 eine Verwendung bei der Zentralstelle des Generalquartiermeisterstabes an. Ende Mai 1864 stieg Heckel zum Major auf und wurde am 24. April 1866 zum Generalstabschef beim Generalkommando Nürnberg ernannt. Im folgenden Krieg gegen Preußen nahm er als Generalstabschef der 3. Division an den Kämpfen bei Zella, Kissingen, Helmstadt sowie Roßbrunn teil, wurde mit dem Ritterkreuz I. Klasse des Militärverdienstordens ausgezeichnet und im Armeebefehl vom 9. September 1866 wegen seines tapferen Verhaltens belobigt.
Nach dem Krieg wurde Heckel am 24. Mai 1868 zum Oberstleutnant im Generalquartiermeisterstab befördert und Anfang Januar 1869 zum Generalstabschef der 3. Division ernannt. Am 1. Februar 1870 erfolgte seine Ernennung zum Kommandanten des 10. Jäger-Bataillons. In dieser Eigenschaft führte er seinen Verband zu Beginn des Krieges gegen Frankreich in der Schlacht bei Weißenburg und hatte maßgeblichen Anteil an der Eroberung der Stadt. Zugleich hatte sein Bataillon mit drei Offizieren und 115 Mann an Gefallenen aber auch die höchsten Verlustzahlen unter den bayerischen Truppenteilen am 4. August 1870 zu beklagen. Im weiteren Kriegsverlauf nahm Heckel an den Schlachten bei Wörth und Sedan sowie während der Belagerung von Paris an den Gefechten bei Petit Bicêtre und Châtillon teil. Unter Beförderung zum Oberst übernahm er am 10. November 1870 das Kommando über das 1. Infanterie-Regiment „König“ und war nach dem Vorfrieden von Versailles Ende März 1871 zugleich kurzzeitig interimistisch Kommandeur der 1. Infanterie-Brigade.
Für sein Wirken bei Weißenburg wurde Heckel durch ein am 4. Dezember 1870 tagendes Ordenskapitel unter dem Vorsitz des Generals der Infanterie von Hartmann zum Ritter des Militär-Max-Joseph-Ordens ernannt. Außerdem erhielt er beide Klassen des Eisernen Kreuzes.
Heckel übergab am 4. Dezember 1874 das Regiment an seinen Nachfolger Oberstleutnant Safferling und wurde unter Beförderung zum Generalmajor Kommandeur der 2. Infanterie-Brigade. In dieser Eigenschaft erhielt er Ende Dezember 1879 das Komturkreuz des Militärverdienstordens sowie zwei Jahre später das Ritterkreuz des Verdienstordens der Bayerischen Krone. Heckel avancierte Ende Oktober 1882 zum Generalleutnant, war vom 19. Februar 1883 bis zum 19. März 1884 Kommandant der Haupt- und Residenzstadt München und wurde anschließend Kommandeur der 3. Division in Nürnberg. Im gleichen Jahr wurde er mit dem Großoffizierkreuz des Ritterordens der hl. Mauritius und Lazarus und dem Ritterkreuz I. Klasse des preußischen Kronen-Ordens, im Dezember 1885 mit dem Großkomturkreuz des Militärverdienstordens sowie 1886 mit dem Ritterkreuz I. Klasse des Ordens der Eisernen Krone ausgezeichnet.
Nachdem er sein 50-jähriges Dienstjubiläum begangen und Prinzregent Luitpold ihn mit dem Kreuz des Ludwigsordens geehrt hatte, wurde Heckel in Genehmigung seines Abschiedsgesuches unter Verleihung des Charakters als General der Infanterie am 6. März 1887 mit Pension zur Disposition gestellt.
Maximilian Heckel starb 1896 im Alter von 73 Jahren in München.

### Grabstätte

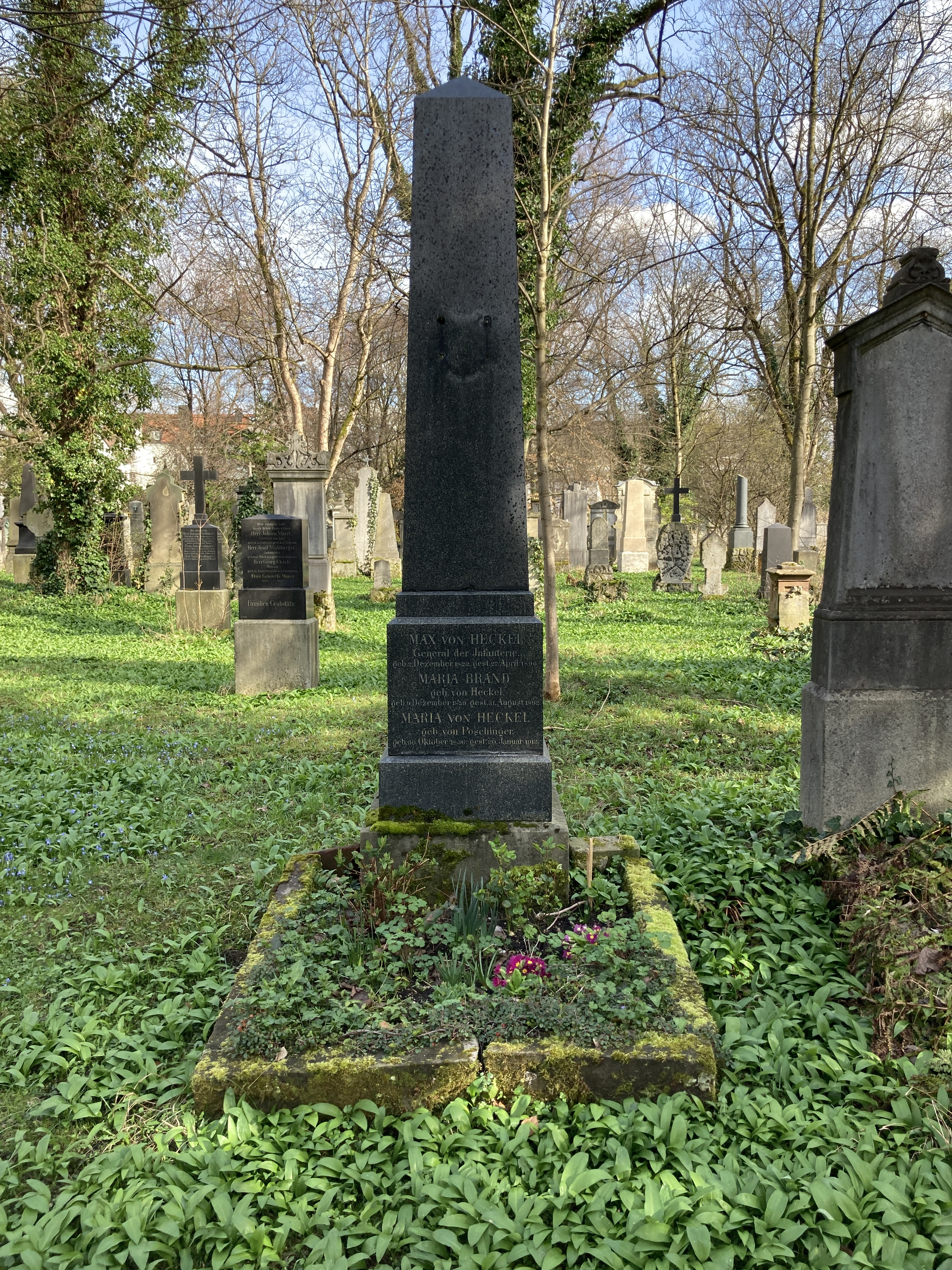
Grab von Maximilian Heckel auf dem Alten Südlichen Friedhof in München

Die Grabstätte von Maximilian Heckel befindet sich auf dem Alten Südlichen Friedhof in München (Gräberfeld 13 – Reihe 12 – Platz 44/45) Standort.

### Familie
Heckel hatte am 23. November 1858 in München Anna Maria von Poschinger (1836–1913) geheiratet. Die ältere Tochter Antonia (* 1860) war mit dem Architekten Max von Heckel (1851–1889), die jüngere Tochter Gisela (1868–1946) mit dem bayerischen Generalleutnant Hermann Beeg (1861–1932) verheiratet.